# Domhnall mac Cormaic
Domhnall mac Cormaic Mac Carthaigh Mór,  (mort avant 1553 ?) membre de la dynastie MacCarthy, 25e prince  de Desmond de 1516 à sa mort.

## Contexte
Domhnall mac Cormaic, surnommé an Druiminin est le fils cadet et  successeur de Cormac Ladhrach mac Taidhg Léith. Il conclut, en 1536, un traité de paix avec Leonard Grey, 1er vicomte Grane, le Lord Deputy d'Irlande (1536-1540), accord dont se portent garants  Tagd et Diarmait Ó Mahony, ses cousins. On ignore la date de sa mort mais en 1553 son fils et successeur Domhnall, prête hommage à Sir Anthony St Leger, Lord Deputy d’Irlande à partir du 1er septembre 1553 jusqu'en 1556. Il laisse deux fils légitimes et deux filles:
- Taidhg Mac Carthaigh Mor, prince de Desmond, dont la fille unique, Catherine Mac-Carthy, fut la seconde femme de Thomas FitzMaurice, 16e lord de Kerry. Elle mourut de la petite vérole peu de temps après son mariage, dans une île ds Lacs de Killarney.
- Domhnal mac Domhnaill (mort en 1597) crée 1er comte de Clancare en 1565,
- Catherine MacCarthy, épouse à Sir Fingin ou Florence mac Domnaill Mac-Carthaigh Riabhach, prince de Carbery;
- Honoris MacCarthy, 4e épouse de James Fitzgerald (16e comte de Desmond).
- un fils illégitime Donnchadh fl. 1591

## Source
- (en) Emmet Ó Byrne, Mac Carthy Mór (Mac Carthaigh), Domhnall (Donal), Dictionary of Irish Biogaphy (lire en ligne)
- (en) T.W Moody, F.X. Martin et F.J. Byrne, A New History of Ireland IX Maps, Genealogies, Lists. A companion to Irish History part II, Oxford, Oxford University Press, 2011, 690 p. (ISBN 978-0-19-959306-4).